# Bartholomäus Fischenich

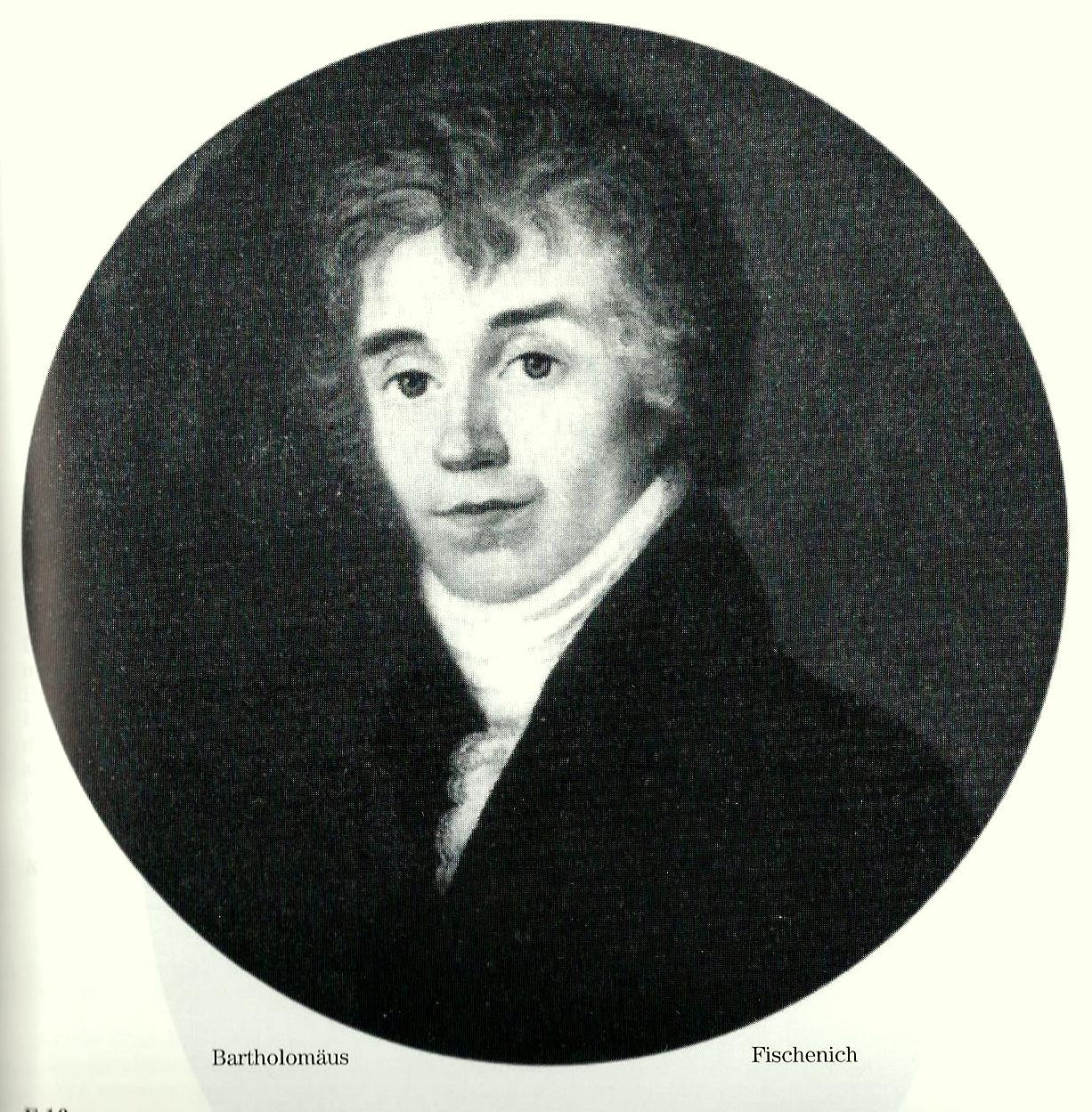
Bartholomäus Fischenich nach einem Foto aus dem StA Bonn

Bartholomäus Ludwig Fischenich (* 2. August 1768 in Bonn; † 4. Juni 1831 in Berlin) war ein deutscher Jurist und Mitglied des Preußischen Staatsrates.

## Leben und Wirken
Nach seinem Abitur am Montanergymnasium in Köln studierte der Sohn des Küsters von St. Remigius in Bonn Rechtswissenschaften, zunächst an der Universität Köln und ab 1787 an der Universität Bonn bei Gottfried Daniels. Nach einer einjährigen Beschäftigung in den Jahren 1790/1791 als Schöffe am Hohen Gericht des Erzbischofs von Köln und Bonn setzte Fischenich sein Studium in Jena und Leipzig fort. In Jena wurde er zum Verfechter der Lehren von Immanuel Kant und machte außerdem die Bekanntschaft mit Johann Gottfried Herder und vor allem mit Friedrich von Schiller, mit dem ihn eine lebenslange Freundschaft verband. Ein überlieferter Schriftverkehr zeugt von dem regen Austausch ihrer philosophischen Gedanken.
1792 wurde Fischenich als ordentlicher Professor auf den Lehrstuhl für Natur-Völker- und Strafrecht der Bonner Universität berufen, wo er ein Jahr später zum Hofrat ernannt wurde. In der Zeit der französischen Besatzung der linksrheinischen Gebiete war Fischenich von 1794 bis 1795 Mitglied der Bezirksadministration für das Gebiet zwischen Neuss und Andernach, ab 1795 Mitglied des Kölner Obertribunals und schließlich von März bis September 1797 Mitglied der Intermediärkommission. Aus letzterer wurde Fischenich von den Franzosen abgesetzt, da er sich vehement gegen die Einrichtung der Cisrhenanische Republik aussprach. Ein Jahr später verlor er durch die Aufhebung der Bonner Universität seinen dortigen Lehrstuhl.
Nach drei Jahren offizieller Arbeitssuche nahm Fischenich im Jahr 1800 eine Stelle als Lehrer für Recht an der Bonner Zentralschule an. Nachdem 1802 auch diese Schule geschlossen worden war, wechselte er als Ankläger zum Tribunal der 1. Instanz am Bonner Gericht. Im Jahr 1811 übernahm Fischenich die Präsidentschaft des Tribunals der 1. Instanz am damaligen Landgericht Aachen, welches im Arrondissement Aachen für Zivilrechtsfälle zuständig war. Außerdem unterstanden ihm die Friedensgerichte mehrere umliegender Städte.
Nach Abzug der Franzosen und Übernahme der Regierung durch Preußen wurde Fischenich 1816 Mitglied der königlichen Immediat-Justiz-Kommission in Köln. 1819 berief man ihn als Geheimen Oberjustizrat in das preußische Justizministerium und zugleich als Geheimen Oberrevisionsrat am Rheinischen Revisions- und Kassationshof, beides in Berlin. Schließlich wurde er 1825 noch Mitglied des Preußischen Staatsrates, dem er bis zu seinem Tode angehörte.
Nachdem Fischenich in Bonn auch Ludwig van Beethoven zu seinem engen Bekanntenkreis zählen konnte, ist ein Brief von Bedeutung, den er am 26. Januar 1793 aus Bonn an Charlotte von Schiller in Jena schrieb. Er berichtete darin von einer Begegnung mit Beethoven – ohne dessen Namen zu nennen –, und erwähnte, dass dieser schon damals die Absicht hatte, Schillers Ode An die Freude zu vertonen:

„Ich lege Ihnen eine Composition der Feuerfarbe  bei, und wünschte ihr Urtheil darüber zu vernehmen. Sie ist von einem hiesigen jungen Mann, dessen musikalische Talente allgemein angerühmt werden, und den nun der Kurfürst nach Wien zu Haidn geschickt hat. Er wird auch Schillers Freude und zwar jede Strophe bearbeiten. Ich erwarte etwas vollkommenes, denn so viel ich ihn kenne, ist er ganz für das Große und Erhabene. Haidn hat hierher berichtet „er würde ihm große Opern aufgeben, und bald aufhören müssen zu komponiren.“ Sonst giebt er sich nicht mit solchen Kleinigkeiten wie die Beilage ist, ab, die er nur auf Ersuchen einer Dame verfertiget hat.“

Die Vertonung der Ode erfolgte erst 1823/24 im Finale der 9. Sinfonie.